# Lincoln-Douglas-Debatten

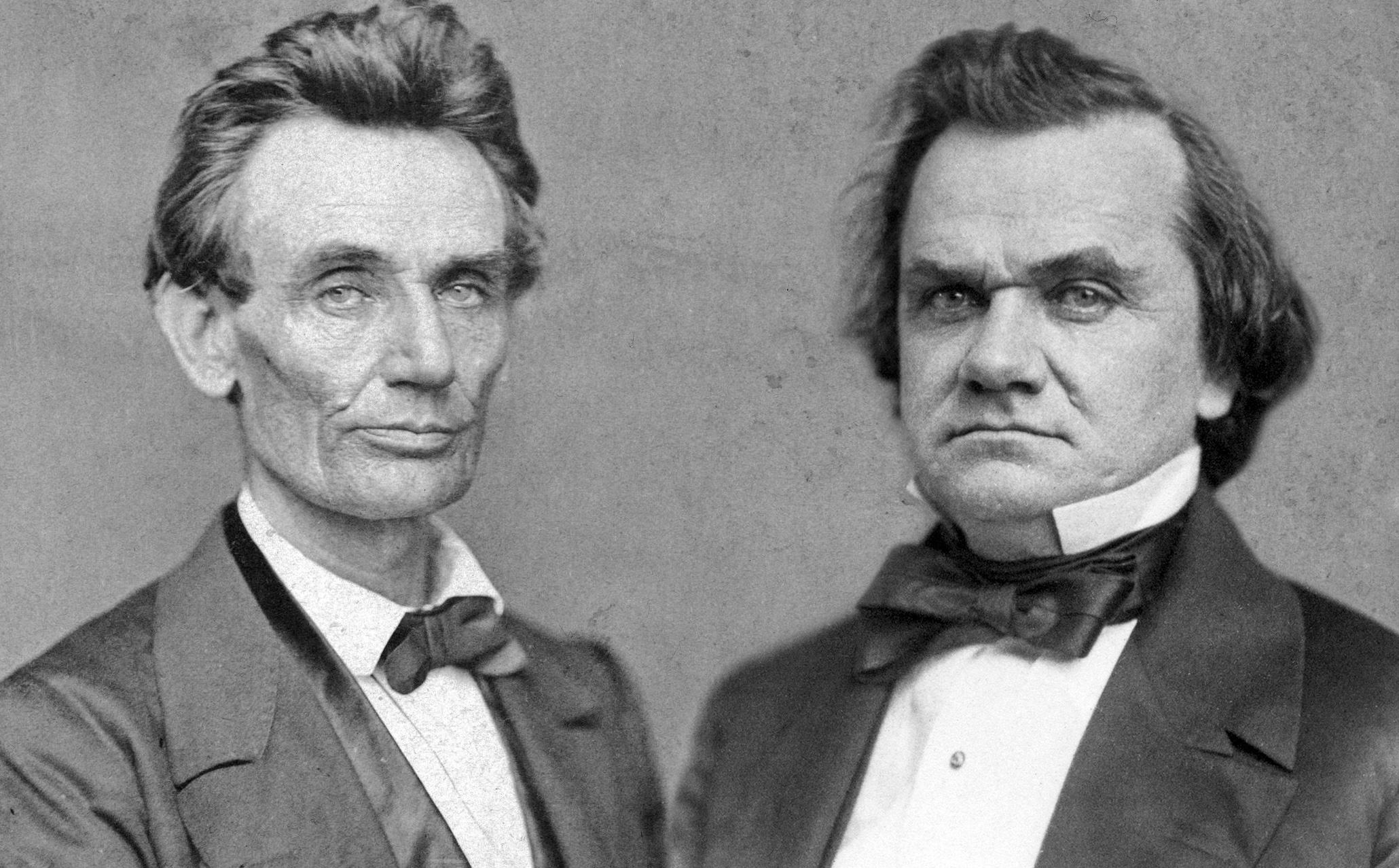
Abraham Lincoln (1860) und Stephen A. Douglas (1859)

Bei den Lincoln-Douglas-Debatten handelt es sich um eine Reihe von öffentlichen Rededuellen zwischen Abraham Lincoln und Stephen A. Douglas im Wahlkampf um die Wahlen zum Senat der Vereinigten Staaten 1858 im US-Bundesstaat Illinois.
Lincoln war der Kandidat der erst vier Jahre zuvor gegründeten Republikanischen Partei, Douglas trat erneut für die Demokratische Partei an. Er hatte seinen Senatssitz bereits in den Wahlen 1846 errungen. Der Wahlkampf dauerte von Juli bis November 1858, beide Kandidaten legten innerhalb von Illinois mehrere Tausend Kilometer zurück. Jeder hielt etwa sechzig Reden und Dutzende kürzerer, ad hoc formulierter Ansprachen. Der Wahlkampf gilt als Beleg für das außerordentliche Ausmaß partizipatorischer Demokratie, das der Mittlere Westen der USA im letzten Jahrzehnt vor dem Bürgerkrieg aufwies.
Ausgangspunkt des Wahlkampfs war Lincolns House-Divided-Rede, die er am 16. Juni 1858 im Old State Capitol in Springfield, Illinois, hielt. Darin behauptete er in Anlehnung an Mk 3,25 , ein geteiltes Haus könne nicht bestehen: Es könne nur entweder eine Beschränkung der Sklaverei auf die Staaten und Territorien geben, in denen sie bereits zugelassen sei, oder eine Ausweitung auf die gesamten USA. Seinen Gegenkandidaten Douglas verdächtigte er, sich mit dem ehemaligen Präsidenten Franklin Pierce, dem Richter am Obersten Gerichtshof Roger Taney und Präsident James Buchanan verschworen zu haben, um sie überall in den Vereinigten Staaten einzuführen. Douglas zitierte diese Rede nun in seinen Wahlkampfauftritten, um Lincoln in die Nähe der radikalen Abolitionisten zu rücken. Dieser reiste zunächst Douglas hinterher, um das vor gleichem Publikum richtigzustellen.
Höhepunkt waren die insgesamt sieben öffentlichen Debatten, bei denen beide Kandidaten aufeinander trafen. Die Rededuelle der auch äußerlich grundverschiedenen Männer (Lincoln maß mehr als 1,90 m, Douglas wurde wegen seiner 163 cm Körpergröße der „kleine Riese“ genannt) fanden großen Zuspruch bei den Bürgern der USA und wurden überregional von bekannten Zeitungen begleitet. Die Rededuelle behandelten nämlich nicht Themen aus dem Staat Illinois selbst, sondern die Sklaverei in den Vereinigten Staaten. Douglas warf Lincoln vor, eine vollständige Gleichstellung von Weißen und Schwarzen herstellen zu wollen, wogegen Lincoln sich teilweise mit rassistischen Äußerungen verwahrte:

„Es gibt einen physischen Unterschied zwischen den weißen und den schwarzen Rassen, der es meiner Meinung nach den beiden Rassen unmöglich machen wird, in sozialer und politischer Gleichheit zusammenzuleben. Und insofern sie nicht so leben können, während sie doch zusammenbleiben, muss es eine höhere und eine niedere Stellung geben, und ich, so wie jeder Mann, der ihr angehört, trete dafür ein, die übergeordnete Stellung der weißen Rasse zuzuweisen.“

Außerdem wiederholte er seine Verschwörungstheorie, Douglas plane insgeheim die Sklaverei auf die gesamten USA auszudehnen. Obwohl Lincoln großen Zuspruch erhielt und an Ansehen gewann, siegten die Demokraten bei den Zwischenwahlen in Illinois und Douglas wurde als Senator bestätigt. Dennoch profitierte Lincoln von den Lincoln-Douglas-Debatten. Die landesweite Berichterstattung über die Duelle machte ihn in der ganzen Nation bekannt und ließen ihn als ehrlichen, redegewandten Politiker (Honest Abe) erscheinen.
Die Lincoln-Douglas-Debatten gelten weithin als Beginn der öffentlichen Rededuelle in den Vereinigten Staaten von Amerika.
Der Wahlkampf endete mit einer Niederlage Lincolns. Am 5. Dezember 1859 wurde Douglas in einer gemeinsamen Sitzung von Senat und Repräsentantenhaus von Illinois erneut in den Senat gewählt, da vor der Verabschiedung des 17. Zusatzartikels die Senatoren nicht direkt gewählt wurden. Die Demokraten hatten in beiden Häusern die Mehrheit, obwohl die Republikaner in der Wahl am 2. November 1858 insgesamt mehr Stimmen erhalten hatten. Langfristig waren die Debatten aber doch ein Erfolg für Lincoln, denn durch die landesweite Prominenz, die sie dem bis dahin wenig bekannten Rechtsanwalt aus Illinois einbrachten, eröffneten sie ihm die Chance, zwei Jahre später zum Präsidenten der Vereinigten Staaten gewählt zu werden.